# Кечур
Кечу́р (рос. Кечур, удм. Котшур) — присілок в Малопургинському районі Удмуртії, Росія.
Урбаноніми:
- вулиці — Ігринська, Лісова, Молодіжна, Нагірна, Нова, Ракетна, Соснова, Ставкова, Шкільна

## Населення
Населення — 288 осіб (2010; 271 в 2002).
Національний склад станом на 2002 рік:
- удмурти — 68 %
- росіяни — 31 %